# Keston Bledman
Keston Bledman (ur. 8 marca 1988 w San Fernando) – trynidadzko-tobagijski lekkoatleta, sprinter, mistrz olimpijski z Pekinu i wicemistrz z Londynu w sztafecie 4 × 100 metrów.

## Rekordy życiowe
- Bieg na 100 metrów – 9,86 (2012 i 2015) / 9,85w (2012)
- Bieg na 200 metrów – 20,73 (2008)

## Osiągnięcia
| Rok  | Zawody                                            | Miasto         | Miejsce              | Konkurencja        | Czas               |
| ---- | ------------------------------------------------- | -------------- | -------------------- | ------------------ | ------------------ |
| 2005 | CARIFTA Games                                     | Bacolet        | 8.                   | bieg na 100 m      | 10,79 sek.         |
| 2005 | CARIFTA Games                                     | Bacolet        |                      | sztafeta 4 × 100 m | 41,05 sek.         |
| 2005 | Mistrzostwa Świata Juniorów Młodszych             | Marrakesz      |                      | bieg na 100 m      | 10,55 sek.         |
| 2005 | Mistrzostwa Świata Juniorów Młodszych             | Marrakesz      |                      | sztafeta szwedzka  | 1:52,51            |
| 2006 | CARIFTA Games                                     | Les Abymes     |                      | bieg na 100 m      | 10,57 sek.         |
| 2006 | Mistrzostwa Ameryki Środkowej i Karaibów Juniorów | Port-of-Spain  |                      | bieg na 100 m      | 10,39 sek.         |
| 2006 | Mistrzostwa Ameryki Środkowej i Karaibów Juniorów | Port-of-Spain  | 4.                   | sztafeta 4 × 100 m | 40,80 sek.         |
| 2007 | CARIFTA Games                                     | Providenciales |                      | bieg na 100 m      | 10,41 sek.         |
| 2007 | Mistrzostwa panamerykańskie junorów               | São Paulo      |                      | bieg na 100 m      | 10,32 sek.         |
| 2007 | Mistrzostwa panamerykańskie junorów               | São Paulo      |                      | sztafeta 4 × 100 m | 40,11 sek.         |
| 2008 | Mistrzostwa Ameryki Środkowej i Karaibów          | Cali           |                      | sztafeta 4 × 100 m | 38,54 sek.         |
| 2008 | Igrzyska olimpijskie                              | Pekin          |                      | sztafeta 4 × 100 m | 38,06 sek.         |
| 2009 | Mistrzostwa Ameryki Środkowej i Karaibów          | Hawana         |                      | sztafeta 4 × 100 m | 38,73 sek.         |
| 2011 | Mistrzostwa Ameryki Środkowej i Karaibów          | Mayagüez       |                      | bieg na 100 m      | 10,05 sek.         |
| 2011 | Mistrzostwa Ameryki Środkowej i Karaibów          | Mayagüez       |                      | sztafeta 4 × 100 m | 38,89 sek.         |
| 2011 | Mistrzostwa świata                                | Daegu          | półfinał             | bieg na 100 m      | 10,14 sek.         |
| 2011 | Mistrzostwa świata                                | Daegu          | 6.                   | sztafeta 4 × 100 m | 39,01 sek.         |
| 2012 | Igrzyska olimpijskie                              | Londyn         | półfinał             | bieg na 100 m      | 10,04 sek.         |
| 2012 | Igrzyska olimpijskie                              | Londyn         |                      | sztafeta 4 × 100 m | 38,12 sek.         |
| 2013 | Mistrzostwa świata                                | Moskwa         | półfinał             | bieg na 100 m      | 10,08 sek.         |
| 2013 | Mistrzostwa świata                                | Moskwa         | 7.                   | sztafeta 4 × 100 m | 38,57 sek.         |
| 2014 | IAAF World Relays                                 | Nassau         |                      | sztafeta 4 × 100 m | 38,04 sek.         |
| 2014 | Igrzyska Wspólnoty Narodów                        | Glasgow        | półfinał             | bieg na 100 m      | 10,24 sek.         |
| 2014 | Igrzyska Wspólnoty Narodów                        | Glasgow        |                      | sztafeta 4 × 100 m | 38,10 sek.         |
| 2015 | Igrzyska panamerykańskie                          | Toronto        | 4.                   | bieg na 100 m      | 10,12 sek.         |
| 2015 | Igrzyska panamerykańskie                          | Toronto        |                      | sztafeta 4 × 100 m | 38,69 sek.         |
| 2016 | Igrzyska olimpijskie                              | Rio de Janeiro | eliminacje           | bieg na 100 m      | 10,20 sek.         |
| 2017 | IAAF World Relays                                 | Nassau         | 1. miejsce (Finał B) | sztafeta 4 × 100 m | 39,44 sek. (elim.) |
| 2017 | Mistrzostwa świata                                | Londyn         | eliminacje           | bieg na 100 m      | 10,26 sek.         |
| 2017 | Mistrzostwa świata                                | Londyn         | eliminacje           | sztafeta 4 × 100 m | 38,61 sek.         |
| 2018 | Halowe mistrzostwa świata                         | Birmingham     | eliminacje           | bieg na 60 m       | 6,79 sek.          |
| 2018 | Igrzyska Wspólnoty Narodów                        | Gold Coast     | półfinał             | bieg na 100 m      | 10,30 sek.         |
| 2018 | Igrzyska Wspólnoty Narodów                        | Gold Coast     | eliminacje           | sztafeta 4 × 100 m | DQ                 |